# Bästa vänner
Bästa vänner är ett album från 1997 av den svenske popsångerskan Lena Philipsson. "Bästa vänner" är ett soulpopalbum och blev en flopp. Det var första gången som Torgny Söderberg inte var inblandad i något album av Lena Philipsson.

## Låtlista
| Nr  | Titel                         | Låtskrivare     | Längd |
| --- | ----------------------------- | --------------- | ----- |
| 1.  | "Ingenting att va rädd för"   | Lena Philipsson | 4:03  |
| 2.  | "Tänk om jag aldrig mer"      | Lena Philipsson | 3:22  |
| 3.  | "Av och på"                   | Lena Philipsson | 3:40  |
| 4.  | "Kvinnan jag vet han vill ha" | Lena Philipsson | 3:33  |
| 5.  | "Bästa vänner"                | Lena Philipsson | 3:17  |
| 6.  | "[outro]"                     | Lena Philipsson | 0:50  |
| 7.  | "Måndag tisdag"               | Lena Philipsson | 5:12  |
| 8.  | "Vi ses igen framöver"        | Lena Philipsson | 5:33  |
| 9.  | "[intro]"                     | Lena Philipsson | 0:30  |
| 10. | "En annan man"                | Lena Philipsson | 4:09  |
| 11. | "Havet"                       | Lena Philipsson | 5:38  |

## Medverkande musiker
- Lena Philipsson - klaviatur, flygel, sång, slagverk
- Mattias Torell - gitarr
- Martin Jonsson - trummor
- Lounge - programmering